# Кряжево (Смоленская область)
Кряжево — деревня в Смоленской области России, в Сафоновском районе. Население — 4 жителя (2007 год) . Расположена в центральной части области в 4 км к югу от города Сафонова, в 10 км южнее автодороги М1 «Беларусь», в 2 км западнее автодороги Р137 Сафоново — Рославль. Входит в состав Барановского сельского поселения.

## История
В годы Великой Отечественной войны деревня была оккупирована гитлеровскими войсками в сентябре 1941 года, освобождена в 1943 году..